# ماکس سیسولو
ماکس سیسولو (انگلیسی: Max Sisulu؛ زادهٔ ۲۳ اوت ۱۹۴۵) سیاستمدار اهل آفریقای جنوبی است.

## زندگی‌نامه
زولاخا از والتر سیسولو و آلبرتینا سیسولو، رهبران جنبش ضدآپارتاید آفریقای جنوبی در استان ترانسفال متولد شد. او برادر سیاستمدار لیندیو سیسولو و روزنامه‌نگار زولاخا سیسولو است.